# 宋园路
宋园路是中华人民共和国上海市一條橫跨長寧區、閔行區和徐匯區的南北走向道路，位於宋庆龄陵园门口，它北起虹桥路，南至吴中路，道路全長1290米，宽6米至24米，车行道宽6米至14米。中華民国23年（1934年）一條小路改拓建為現今道路，路名取张虹路，名字來自於张家宅和虹桥的首字。1984年，该路西侧由於宋庆龄陵园建成，所以改名陵园路。1994年又更名為宋园路。